# Nagrada Ivan Antunović
Nagrada Ivan Antunović (Antušova nagrada) je nagrada koja se dodjeljiva osobama "koje na razne načine koji na različite načine šire kulturu i ljepotu hrvatskog naroda – bunjevačkog roda."

## Povijest
Antušovu nagradu je 1991. godine utemeljio Katolički institut za kulturu, povijest i duhovnost "Ivan Antunović". Godine 2008. uvedena je Nagrada Ivan Antunović, koja će se ubuduće dodjeljivati umjesto do tad dodjeljivane Antušove nagrade.

## O nagradi
Dodjeljiva se jednom godišnje, u okviru manifestacije Dužijance. Obično to bude u sklopu književne večeri, u nekoj od hrvatskih ustanova ili organizacija, kao što su Hrvatski kulturni centar Bunjevačko kolo, pastoralni centar Augustinianum u Subotici i ini. Dodjeljuje se u trima kategorijama: 1) zaslužnom pojedincu iz hrvatske zajednice, 2) hrvatskoj instituciji, udruzi ili neformalnoj zajedničkoj inicijativi te 3) jednoj brojnoj obitelji. Nagradom se podupire i ističe temeljne vrijednosti za koje se Katoličko društvo Ivan Antunović zalaže u svojem djelovanju – promicanje kršćanskih vrijednosti u društvu i sredini u kojoj živimo.
Dodjeljiva ju Katolički institut za kulturu, povijest i duhovnost "Ivan Antunović". Sukladno tome, dodjelom upravlja uži krug vjerskog osoblja, profilirajući nagrađenički krug. Vezana je isključivo za Hrvate u subotičkoj općini.
Nekad je to bila jedina nagrada uopće u zajednici Hrvata u Vojvodini, a dugo vremena je bila jedinom. Vremenom su došle druge nagrade, kao što je Nagrada Emerik Pavić.

## Dobitnici nagrada
1991.
1992.
1993.
1994.
- Lazo Vojnić Hajduk

1995.
1996.
1997.
- Katarina Čeliković i Ervin Čeliković za rad u časopisu Zvonik[5]

1998.
- Alen Kopunović Legetin

1999.
- Milovan Miković, za knjigu eseja Život i smrt u gradu

2000.
- Andrija Anišić
- dr. prim. Marko Sente
- Pajo i Sanja Kulundžić

2001.
2002.
2003.
- msgr. Stjepan Beretić
- "Čuvari Božjeg groba" u subotičkoj katedrali
- Stipan i Margita Vojnić Hajduk

2004.
- Miroslav Stantić i zbor Collegium Musicum Catholicum

2005.
- Marija Jaramazović, za pjesmu Drvo križa, koja je osvojila treću nagradu na Uskrs festu
- Folklorni odjel HKC ”Bunjevačko kolo”
- obitelj Vesne i Ladislava Huska[6]

2006.
- Ana Čavrgov, Marica Skenderović, Verica Farkaš i Sanja Dulić, učiteljice koje su obrazovale prvu generaciju učenika koji su se škololvali na hrvatskom kao jeziku nacionalne manjine u Vojvodini
- garderoberi Hrvatskog kulturnog centra "Bunjevačko kolo": Josip i Jelisaveta Dulić
- obitelj Kujundžić: supružnici Antun i Jasna Kujundžić te kćeri Jelena, Andrea, Marija i Nevena
- Rajko Ljubič, posebna nagrada[7]

2007.
- prof. Mira Temunović
- Hrvatska čitaonica
- Vesna i Ivica Sekereš

2008.
- mons. Stjepan Beretić, za ustrajni 25-godišnji rad na uređivanju Subotičke Danice
- VIS "Proroci"
- obitelj Ivković iz Male Bosne: supružnici Petar i Nada Ivković i njihove četiri kćerke

2009.
2010.
2011.
- Naco Zelić
- obitelj Grge i Dominike Piuković sa svoje četvoro djece i njihovim obiteljima
- obitelj Aleksandra i Sandre Vuković iz Male Bosne koji imaju četvoro djece[8]

2012.
- Jozefina Skenderović
- VIS "Ritam vjere"
- obitelj Željka i Mire Pančić s njihovo četvoro djece: Tomislavom, Davorom, Josipom i Anom

2013.
2014.
2015.
2016.
2017.
2018.
2019.
- Josip Dumendžić Meštar
- Subotički oratorij
- obitelj Ivana i Marine Piuković iz Subotice iz župe sv. Roka[9]

2020.
- Ruža Silađev[2]
- Hrvatski kulturni centar Bunjevačko kolo[2]
- obitelj Josipa i Adriane Kujundžić iz Župe Uskrsnuća Isusova u Subotici[2]

2021.
- Cilika Dulić Kasiba
- Vicepostulatura sluge Božjega oca Gerarda Tome Stantića iz Sombora
- obitelj Ivana i Tatjane Vukov iz subotičke župe Svetog Roka[10]

## Vanjske poveznice
Mrežna mjesta
- Radio Subotica na hrvatskom  Arhivirana inačica izvorne stranice od 27. rujna 2007. (Wayback Machine) Dodijeljene "Antušove nagrade" i nagrade aranžerima izloga
- Članak u "Zvoniku"  Arhivirana inačica izvorne stranice od 3. travnja 2008. (Wayback Machine) Antušova nagrada 2000.
- Članak u "Zvoniku"  Arhivirana inačica izvorne stranice od 27. rujna 2007. (Wayback Machine) Antušova nagrada 2003.